# Саймон Маккоркіндейл
Саймон Чарльз Пендеред Маккоркіндейл (англ. Simon Charles Pendered MacCorkindale; 12 лютого 1952, Ілі, Кембриджшир — 14 жовтня 2010, Лондон) — британський актор, режисер, сценарист та продюсер.

## Життєпис
Народився 12 лютого 1952 року у соборному місті Ілі, графство Кембриджшир, в родині шотландців Пітера Бернарда Маккоркіндейла, офіцера британських ВПС, та Джиллівер Мері Пендеред. У Саймона також був брат Дункан. Більша частина їхнього дитинства пройшла в переїздах, пов'язаних зі службою батька, — загалом родина змінила 17 місць проживання по усій Європі. У 1965—1970 роках Саймон навчався у Haileybury and Imperial Service College. У 13-річному віці почалися проблеми з зором, через що довелося полишити мрію стати льотчиком як батько. З дитинства захоплювався театром, грав у шкільних та любительських постановках. Вступив до театральної школи Studio 68 при Театрі мистецтв у Лондоні. Його професійний сценічний дебют відбувся 1973 року у п'єсі «Він заповів її нації» Т. Реттігена в Belgrade Theatre у Ковентрі. Того ж року почав зніматися на телебаченні. Пізніше з'явився у серіалах «Я, Клавдій» та «Ісус з Назарету» Франко Дзефіреллі. Справжнім проривом стала роль молодого амбітного вбивці Саймона Дойла у фільмі «Смерть на Нілі» (1978) Джона Гиллерміна за романом Агати Крісті. 25-річний Маккоркіндейл не загубився серед суперзіркового акторського складу стрічки і був нагороджений премією London Evening Standard Film Award як найобіцяючий новачок. Наступного року зіграв моряка і шпигуна Артура Девіса у фільмі «Таємниця пісків» за романом Ерскіна Чайлдерса.
1980 року переїхав до США, де з'явився у фільмах «Кабобланко» (1980), «Меч і чаклун» (1982) та «Щелепи 3» (1983), у серіалах «Династія», «Подружжя Гарт», «Острів Фантазій» та інш. 1983 року був обраний на головну роль у фантастичному серіалі «Мінімальність», де зіграв доктора Джонатана Чейза, який допомагає поліції завдяки своєму дару перевтілюватися на будь-яку з тварин. В середині 1980-х розглядався як кандидат на роль Джеймса Бонда. У 1984—1986 роках виконував роль адвоката Грега Ріердона у серіалі «Соколине гніздо», де також виступив як режисер одного з епізодів.
1987 року заснував виробничу компанію Amy International Artists, для якої поставив, написав та спродюсуваа низку фільмів, в тому числі «Вкрадені небеса» (1988, про Абеляра і Елоїзу) та «Літо білих троянд» (1989), до якого він також створив музичну тему. У 1990—1993 роках грав одну з головних ролей у канадському кримінально-шпигунському серіалі «Контр-страйк» за участю Крістофера Пламмера. 1995 року став режисером та автором сценарію детективного телефільму «Дім, який придбала Мері». У 2002—2008 роках виконував роль доктора Гаррі Гарпера у серіалі «Травматологія». У серпні 2008 року змінив Саймона Берка в ролі капітана фон Траппа в постановці «Звуки музики» у лондонському Паладіумі, яку виконував до її закриття у лютому 2009 року. Його останніми акторськими роботами стали невелика роль у фільмі «Згорнута книга» Рауля Руїса та роль сера Девіда Браянта в одному з епізодів серіалу «Нові трюки».
Саймон Маккоркіндейл помер 14 жовтня 2010 року в 58-річному віці в одній з лікарень Лондона від колоректального раку, який йому було діагностовано 2006 року.

## Особисте життя
Маккоркіндейл одружувався двічі. У 1976—1982 роках був одружений з акторкою Фіоною Фуллертон, шлюб завершився розлученням. 1977 року познайомився з акторкою Сьюзен Джордж, з якою таємно одружився 5 жовтня 1984 року на Фіджі. Шлюб тривав до смерті актора.

## Вибрана фільмографія
| Рік       |    | Українська назва         | Оригінальна назва          | Роль                    |
| --------- | -- | ------------------------ | -------------------------- | ----------------------- |
| 1974      | ф  | Джаггернаут              | Jaggernaut                 | стерновий               |
| 1976      | с  | Я, Клавдій               | I, Claudius                | Луцій Цезар             |
| 1976      | тф | Ромео і Джульєтта        | Romeo and Juliet           | Паріс                   |
| 1977      | с  | Ісус з Назарету          | Jesus of Nazareth          | Луцій Цезар             |
| 1978      | ф  | Смерть на Нілі           | Death on the Nile          | Саймон Дойл             |
| 1978      | с  | Вілл Шекспір             | Will Shakespeare           | сер Томас Волсінгем     |
| 1979      | ф  | Таємниця пісків          | The Riddle of the Sands    | Артур Девіс             |
| 1980      | ф  | Кабобланко               | Caboblanco                 | Льюїс Кларксон          |
| 1981      | ф  | Макбет                   | Macbeth                    | Макдуф                  |
| 1981      | с  | Острів Фантазій          | Fantasy Island             | Гастон дю Брієль        |
| 1982      | ф  | Меч і чаклун             | The Sword and the Sorcerer | принц Міка              |
| 1982      | с  | Династія                 | Dynasty                    | Артур Ромейн            |
| 1982      | с  | Подружжя Гарт            | Hart to Hart               | Артур Ромейн            |
| 1983      | ф  | Щелепи 3                 | Jaws 3-D                   | Філіп Фіцройс           |
| 1983      | с  | Мінімальність            | Minimal                    | доктор Джонатан Чейз    |
| 1984—1986 | с  | Соколине гніздо          | Falcon Crest               | Грег Ріердон            |
| 1990—1993 | с  | Контр-страйк             | Counterstrike              | Пітер Сінклер           |
| 1992      | ф  | Аванпост прогресу        | An Outpost of Progress     | Каєр                    |
| 1994      | с  | Телевізійна служба новин | E.N.G.                     | Максвелл Гардінг        |
| 1996      | тф | Більшої любові не буває  | No Greater Love            | Патрік Келлі            |
| 1997      | с  | Її звали Нікіта          | Femme Nikita               | Алек Чендлер            |
| 1998      | с  | Найтмен                  | Night Man                  | професор Джонатан Чейз  |
| 1999      | ф  | Командир ескадрильї      | Wind Commander             | Флайт Босс              |
| 1999      | с  | Ментори                  | Mentors                    | Оскар Вайлд             |
| 2000      | с  | Земля: Останній конфлікт | Earth: Final Conflict      | Денніс Робіярд          |
| 2001—2002 | с  | Мисливці за старовиною   | Relic Hunter               | Фабріс де Вієга         |
| 2001      | с  | Королева мечів           | Queen of Swords            | капітан Чарльз Вентворт |
| 2002—2008 | с  | Травматологія            | Casualty                   | доктор Гаррі Гарпер     |
| 2010      | ф  | Згорнута книга           | A Closed Book              | Ендрю Боулс             |
| 2010      | ф  | 13 годин                 | 13Hrs                      | Дункан                  |
| 2010      | с  | Нові трюки               | New Tricks                 | сер Девід Браянт        |

### Інше
- 1988 — Вкрадені небеса / Stealing Heaven (продюсер).
- 1989 — Літо білих троянд / That Summer of White Roses (продюсер, композитор та автор сценарію).
- 1995 — Дім, який придбала Мері / The House That Mary Bought (телефільм; режисер та автор сценарію).
- 1998 — Така довга подорож / Such A Long Journey (продюсер)
- 2002—2003 — Корпорація пригод / Adventure Inc. (телесеріал; співпродюсер).